# Obermodern-Zutzendorf
Obermodern-Zutzendorf je občina v departmaju Bas-Rhin francoske regije Alzacija.
Leta 2012 so v občini živele 1.703 osebe oz. 118 oseb/km².